# Прайс, Кейт
Кейт Прайс (англ. Kate Price; 13 февраля 1872, Корк — 4 января 1943) — американская актриса эпохи немого кино. Она известна в роли миссис Келли в комедийном сериале «Коэны и Келли», который выходил между 1926 и 1932 годами. Прайс появилась в 296 фильмах между 1910 и 1937 годом.
Родилась в городе Корк, Ирландия. Её братом был актёр Джек Даффи. Начала свою карьеру в водевиле со своим мужем, Джозефом Прайсом, в 1890 году. В кинофильмах начала сниматься в 1902 году в Vitagraph Studios в Нью-Йорке. Играла с такими звездами кино, как Флора Финч, Дуглас Фэрбенкс, Джон Банни, Бастер Китон и Мэри Пикфорд. Снималась вместе с Оливером Харди в течение 14 фильмов, снятых в Vim Comedy Company в Джексонвилле, штат Флорида.
В 1917 году Кейт отправилась в Голливуд. У неё были роли в фильмах «Морской тигр» (1927), «Безбожница» (1929), и «Достать до месяца» (1930). Её последней ролью был фильм MGM «Простите» (1934).
Прайс умерла в возрасте 70 лет в доме престарелых в Вудленд-Хиллз. Отпевание были проведены в церкви Св. Терезы, похоронена на Кладбище Голгофы.

## Избранная фильмография
- 1911 — Пик её славы / Her Crowning Glory
- 1912 — Все для девушки / All for a Girl
- 1914 — Миллион предложений / A Million Bid
- 1915 — Воспитывая отца / Bringing Up Father
- 1916 — Бал официантов / The Waiters' Ball
- 1916 — Горничная на заказ / A Maid to Order
- 1916 — Теплый прием / A Warm Reception
- 1916 — Видение курильщика / Pipe Dreams
- 1916 — Маменькин сынок / Mother’s Child
- 1916 — Лауреаты / Prize Winners
- 1916 — Должны / The Guilty Ones
- 1916 — Он подмигнул и выиграл / He Winked and Won
- 1916 — Жирный и изменчивый / Fat and Fickle
- 1917 — Бойкотируемых малыш / The Boycotted Baby
- 1918 — Спокойной ночи, сестричка! / Good Night, Nurse! — медсестра
- 1918 — Аризона / Arizona
- 1919 — Любовь / Love
- 1922 — Родственники жены / My Wife’s Relations
- 1922 — Плоть и кровь / Flesh and Blood
- 1924 — Жена кентавра / The Wife of the Centaur
- 1925 — Развратная женщина / The Unchastened Woman
- 1925 — Идеальный клоун / The Perfect Clown
- 1916 — Рай / Paradise
- 1916 — Третья степень / The Third Degree
- 1929 — Две недели отдыха / Two Weeks Off
- 1930 — Песня мошенника / The Rogue Song